# Ovocnářství

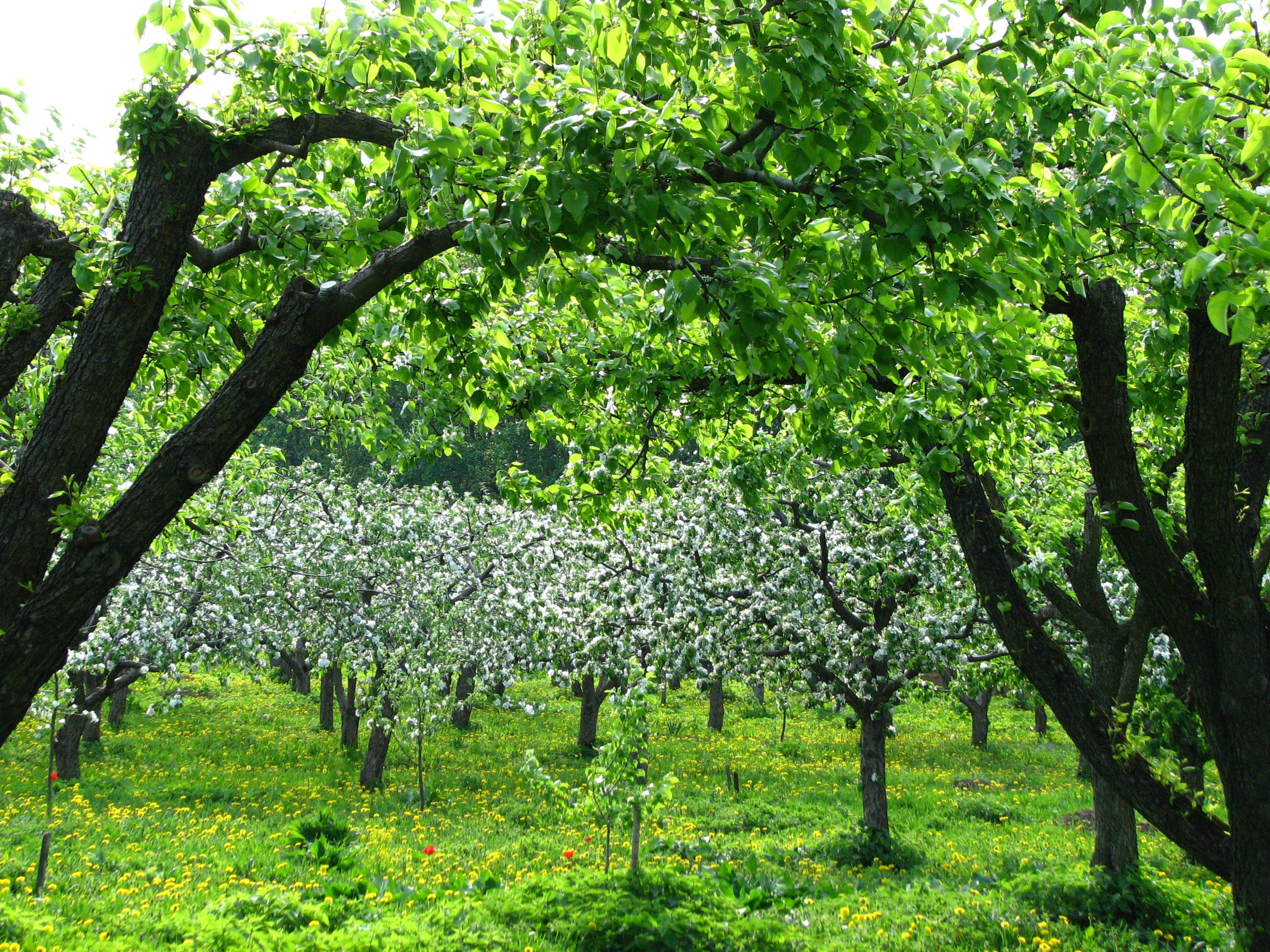
Jablečný sad

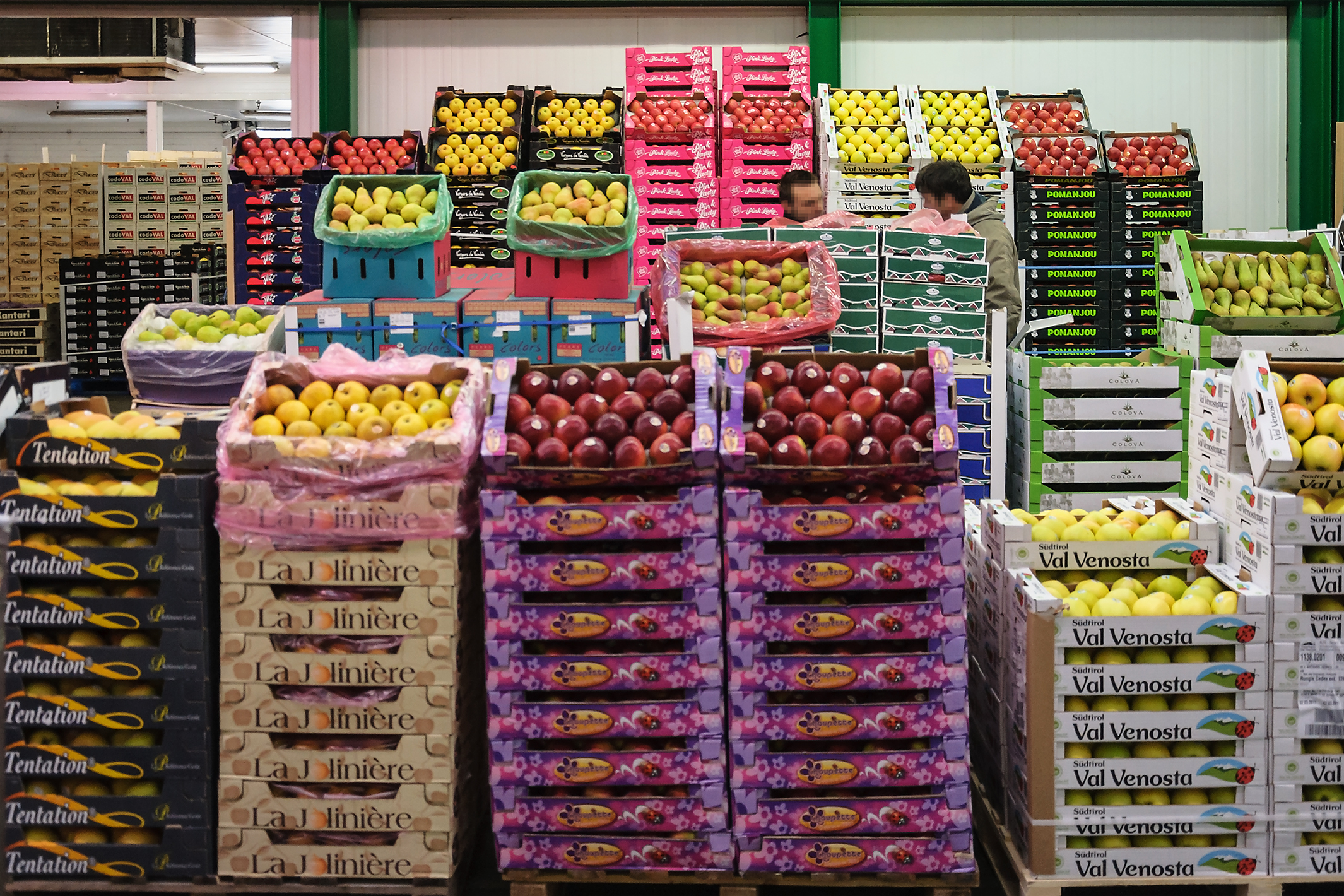
Ovoce připravené k transportu a prodeji

Ovocnářství je obor zahradnictví zabývající se studiem a pěstováním rostlin, jejichž plody se nazývají ovoce. Ovoce bývá použito nejčastěji jako potravina, ale může být použito také jako dekorace, někdy i jako přírodní léčivo. Člověk zabývající se ovocnářstvím se nazývá ovocnář.
Pomologie je specializovaným odvětvím botaniky, které se zabývá popisem a podrobnějším studiem odrůd ovoce.
Pěstování kvalitního ovoce vyžaduje zvláštní dovednosti rozdílné od pěstování jiných zahradnických plodin a pochopení jednotlivých rostlin. Mnoho ze zemědělských plodin, například kukuřice, pšenice, oves je oseto, chemicky ošetřováno a plodiny jsou sklizeny, pomocí strojů. Ovocné stromy , vinná réva a bobuloviny musí být vysázeny v určité lokalitě, vzdálenosti od sebe a rostliny se prořezávají a udržují individuálně s ohledem na každou jednotlivou rostlinu.
Dalším důležitým faktorem, který přispěl k specializaci ovocnářství byl rostoucí počet specializovaných firem a vývoj speciálních ovocnářských středisek. Dříve bylo ovoce prokováno a spotřebováno v jednom regionu. A to především proto, že dopravní prostředky neumožňovaly transport ovoce na dlouhé vzdálenosti, pokud vůbec. Moderní metody dopravy a chladírny však umožňují pěstitelům dodávat ovoce na dlouhé vzdálenosti a držet jej na trhu po dobu několika týdnů pomocí umělých podmínek.
Každé desetiletí stoupají nároky spotřebitelské veřejnosti na ovocnářské produkty. Konkurence je stále velmi horlivá ve snaze produkovat co nejlépe a co nejlevněji. Prodejci nakupují zahraniční výrobky za velmi nízké ceny. Hmyz a nemoci se šíří z dříve místních nákaz do pandemií napadajících široké oblasti po celém, kde jsou pěstovány druhy ovoce, které patogen poškozuje. To znamená, že ovocnář musí dbát také na prevenci ochrany ovocných plodin proti hmyzu a houbovitým onemocněním. Ve skutečnosti dnešní ovocnář musí vyvíjet inteligentní úsilí v každém směru.

## Historie
Podle záznamů lze vysledovat záměrné pěstování ovoce na území České republiky ze středověku. V období 13. až 15. století se začíná objevovat množství odrůd jabloní a hrušní, a to nejen v zámeckých a klášterních zahradách, ale i u poddaných. V 17. století vznikaly první ovocné školky. V souvislosti s tím se započalo se zakládáním zámeckých zahrad z tvarovaných jabloní a hrušní.

## Faktory ovlivňující ovocnářství

### Přírodní faktory
Ovocný strom nebo keř je rostoucí, živá věc, tvárný, živý organismus, který je ovlivňován svým okolím. Prořezávání , pěstování , stříkání , nebo jiné úpravy ovocných rostlin mění a ovlivňují prostředí ovocné dřeviny. Z tohoto důvodu pěstitel musí velmi pečlivě zvážit všechny části životního prostředí ve kterém rostlina žije zda změna buď upřednostňuje, nebo omezuje vývoj rostliny nebo vliv prostředí a jak.
Ze všech přírodních faktorů, které mají vliv na růst ovocných rostlin je teplota je nejdůležitější. Teplota ve velké míře určuje oblasti, ve které daný druh ovocných rostlin může být úspěšně pěstován. Mimo rozdíly mezi druhy, jsou rozdíly mezi odrůdami uvnitř druhu. Některé odrůdy například dosahují lepších výnosů a kvality plodů v jiných podmínkách než další. Například , některé odrůdy jablek mají nejlepší výsledky směrem v severní části Spojených států a jiné odrůdy, které potřebují o něco teplejší teploty dosahují vynikající kvality v jižní polovině země. Všude tam, kde zimní teploty klesnou příliš nízko nebo letní teploty vzrostou příliš vysoko pro optimální rozvoj dané odrůdy tato odrůda ovoce už nebývá úspěšně pěstována.
Vliv nadmořské výšky stanoviště má také vliv na růst ovocných rostlin. Čím větší je výška v jakékoli severní šířce, tím nižší bude průměrná teplota vzduchu na stanovišti a tak růst rostlin bude ovlivněn stejně jako na vyšší severní šířce. Vliv zvýšení nadmořské výšky na růst vegetace lze pozorovat na porostu na vysokém kopci. Na úpatí hory lze nalézt stromy, které jsou běžné pro danou zeměpisnou šířku. Ve vyšší nadmořské výšce jsou nízké a zakrslé exempláře stejného druhu. Výše už tento druh zcela zmizí a je vystřídán jiným druhem. Omezení výšky, za níž se dané odrůdě ovoce nebude dařit nemůže být jednoznačně dáno. V extrémně vysokých nadmořských výškách v každé šířce je klima příliš chladné pro většinu ovoce. Vliv nadmořské výšky má velký význam na ovocnáře. Jednou z nejdůležitějších věcí, v souvislosti s nadmořskou výškou, je proudění vzduchu nad povrchem oblasti. Během vegetačního období se atmosféra na povrchu země v noci rychle ochlazuje. Studený vzduch je těžší než teplý vzduch klesá k zemi a proudí na nižší místa, z kopce do roklí a údolí jako vodní toky.
Vliv vodních toků a nádrží. Přítomnost velkých nebo velmi hlubokých vodních nádrží ovlivňuje atmosférické podmínky v okolní oblasti. Z toho důvodu má velmi výrazný vliv na oblasti ovocnářství. Zejména v případě že ovocné stromy a rostliny jsou pěstovány na té straně vodní nádrže, kam vanou převládající větry. Důvodem tohoto vlivu je, že voda absorbuje velmi pomalu velké množství tepla během teplého počasí a odevzdává toto teplo stejně pomalu během chladného počasí. Dokonce i malé vnitrozemské jezera, zejména pokud jsou hluboké, mohou způsobit výrazné lokální efekty v klimatu okolí. Tento stabilizující vliv na klima má tendenci bránit časným podzimním mrazíkům a zpomalovat vývoj ovocných pupeny na jaře. Takže nedochází k poškození pozdními jarními mrazy. Ovocnářské oblasti v okolí velkých nádrží nebo oceánu tak mohou být odlišné od ovocnářských oblastí ve vnitrozemí nebo bez vodních nádrží, ve stejné severní šířce.
Je žádoucí, aby na ovocných plantážích do jisté míry probíhala cirkulace vzduchu. Kdy je vzduch v pohybu dochází mnohem méně k namrzání než když chladný vzduch stojí a způsobuje namrzání. Ovocné stromy nebývají vážně poškozeny středně silnými větry, ale mohou být těžce zraněny silnými větry. V oblastech se silnými převládajícími větry nebo v úsecích, kde bývají větrné bouře, bývá poškozeno ovoce a polámány stromy. Suché větry zimě způsobují odpařování vlhkosti z větviček a větví stromů do takové míry, že trpí v zimě suchem, nebo usychají.
Půdy vhodné pro ovocnářství jsou různé, ovoce se pěstuje na nejrůznějších půdách. Půdy některých důležitých ovocnářských oblastí jsou velmi písčité, jako u broskvových plantáží na poloostrově Michigan. Půdy mnoha ovocnářských oblastí v Nové Anglii , New Yorku a Pensylvánii jsou skalnaté, štěrkovité jíly a jílovité hlíny. Na útesech podél Mississippi a Missouri je půda propustná a bohatá. Ačkoli půdy mohou být snadno přizpůsobeny pro pěstování ovoce, zkušenosti ukazují, že pro účely pěstování ovoce, musí být dobře odvodněna. Ovocným stromům se obvykle daří v půdách v kterých mohou mít hluboké kořeny, ale často neprospívají v půdách, ve kterých je jejich kořenový systém omezen mělkou půdou.
Půdy pro ovocné druhy se liší od těch, kde jsou běžně pěstovány zemědělské plodiny. Bylo zjištěno výzkumem, obecně uznávanými autoritami, že zralý jablečný sad v plné plodnosti, ve svých listech, v nových přírůstcích dřeva a při sklizni ovoce, vyloučí větší množství rostlinných živin z půdy než se používá pro úrodu kukuřice nebo pšenice. Vzhledem k tomu, že jen nejbohatší půda snese opakovaně, několik po sobě jdoucích let, pěstování kukuřice nebo pšenice, bez aplikace hnojiv , mohlo by se zdát, že ovocné plodiny nemohou na stejné půdě být pěstovány dobře rok co rok, aniž by byla možnost že si udrží plodnost. Ve skutečnosti se však mnoho sadů nachází na poměrně chudých půdách, aniž by tím byla ovlivněna bohatá úroda ovoce po celou dobu životnosti sadu. Na druhou stranu, aplikace hnojiv do půdy nezvýšily výnos plodů ze sadů tak, aby se dostatečně zaplatily náklady. Zdá se, že lze bezpečně věřit, že ovocný sad, jenž se nachází na půdě střední plodnosti bude vytvářet bez hnojení bohatou úrodu od doby, kdy stromy začínají nést až do jejich konce, ale výrazně chudá půda by měla být hnojena. Ovšem skutečná zásoba živin v půdě má menší význam ve srovnání s jejími fyzikálními vlastnostmi.

### Tržní faktory
Umístění ve vztahu k obyvatelstvu- místa pro ovocnou plantáž vznikají v blízkosti středisek osídlení. Velké centrum populace představuje spotřebitele a proto zajišťuje odbytiště pro velké množství ovoce. Pěstitelé, kteří jsou schopni dodat své ovoce ve výborném stavu k přímému prodeji si získávají dobře místa na trhu. Je však nutné, aby ovoce bylo možné uvádět na trh se ziskem, udržet rozumně nízké náklady na výrobu, dopravu, atd. Mnoho práce představuje chystání, balení a přípravu ovoce pro trh. Dříve, když bylo ovoce uváděno na místní trh, velké ovocné plantáže prakticky nepřicházely v úvahu. V posledních letech však u některých plodin, může být použito námezdních dělníků pro manipulaci s plodiny na zrání. Například sběrači a baliči ve velkých skupinách procházejí jako nomádi země od jihu k severu, při zrání jahod nebo broskví. Jak jsou jahody na jihu sklizeny, titíž lidé se stěhují na sever přes Arkansas a Missouri a táboří v různých okresů až do sběru pozdních jahod na severu. Broskve jsou sklízeny a zpracovány podobným způsobem a často stejnými lidmi. Pěstitelé, kteří pěstují ovoce na linii kde probíhá taková migrace sběračů a baličů ovoce mohou snadno zvládnout svou úrodu, přestože plodiny pěstují ve značné vzdálenosti od centra populace.
Přepravní prostředky – dříve bylo ovoce pěstováno v těsné blízkosti okresu v němž bylo spotřebováno. Dokonce i ovoce méně podléhající rychlé zkáze, jako jsou jablka, byly zřídka dodávány na značnou vzdálenost. Mohl vzniknout přebytek ovoce v jedné části země a nedostatek v jiné části, ale nedostatek vhodných dopravních zařízení zabránil správnému rozdělení a přebytek jedné části země nebyl k dispozici druhému okresu. V posledních desetiletích 19. století se zlepšily metody balení, chlazení, přepravy což způsobilo, že je možné distribuovat ovoce na velké plochy. Je proto možné pěstovat ovoce výhodně na velkých vzdálenostech od trhu za předpokladu, že přepravní zařízení jsou vhodné, a pěstitelská oblast ideální pro výběr místa, kde půda a klimatické podmínky upřednostňují pěstování daného druhu nebo odrůdy ovoce. V důsledku toho se ovocnářská střediska vyvíjí téměř bez ohledu na jejich vzdálenost od velkých trhů. Například některé oblasti v západní části Spojených států jsou známy pro své ovoce, které je dodáváno na východní trhy. Rané jahody produkované v zemích Perského zálivu jsou dodávány do severních oblastí, a citrusové plody v Kalifornii jsou zasílány na východní trhy. Citrusy z Floridy jsou na začátku 20. století zasílány prakticky do všech částí Spojených států a Kanady. I když je možné přepravovat odolné druhy ovoce na dlouhé vzdálenosti, a ovoce podléhající zkáze na vzdálenosti, které pěstitel před 20 lety nemohl pomyslet může být stejně adekvátní uvažovat nad dopravními prostředky při výběru ovocné plantáže. Doprava do mimořádně vzdálených oblastí je nákladná. Pěstitel by měl být v blízkosti přepravního uzlu, protože je velmi důležité, aby se zabránilo dlouhé dopravě ovoce po špatných silnicích. Každý kilometr ujetý po špatné polní cestě, a to zejména s ovocem podléhajícím rychlé zkáze, výrazně přispívá k poškození plodu. Pěstitelé broskví si uvědomují, že dvě míle po rozbité okresce poškodí broskve více, než stovky kilometrů po železnici. To je jeden z důvodů, že zájem ovoce roste v oblastech kolem určitých center nebo přepravních bodů.

## Příklady ovocných dřevin
- Anacardium occidentale
- Ananasovník chocholatý
- Annona cherimola
- Artocarpus odoratissimus
- Averrhoa bilimbi
- Averrhoa carambola
- Chlebovník obecný
- Jabloň
- Jeřáboplodec
- Josta
- Kdouloň obecná
- Kokosovník ořechoplodý
- Kvajáva
- Mandloň obecná
- Meruňka obecná
- Réva vinná
- Slivoň švestka
- Srstka angrešt
- Višeň obecná